# Елва (Италия)
Вижте пояснителната страница за други значения на Елва.
Ѐлва (на италиански и на пиемонтски: Elva; на окситански: Elvo, Елво) е село и община в Северна Италия, провинция Кунео, регион Пиемонт. Разположено е на 1637 m надморска височина. Населението на общината е 102 души (към 2010 г.).